# Edvard I.
'Edvard I. ali tudi Edvard Dolgokraki (Longlegs)  (London, 16. junij 1239 – Cumberland, 7. julij 1307) je bil angleški kralj iz dinastije Anjou-Plantagenet.

## Biografija
Rodil se je Henriku III in Eleonori Provansalski, ime pa je dobil po Edwardu III. Spovedniku. Bil je vnuk Janeza brez zemlje. Odraščal je v močnega in visokega moža.
Njegovo prvo poroko sta leta 1254 uredila njegov oče in Alfonz X. Kastiljski. Kastilski kralj je zahteval, da Edvarda poviša v viteza. Čeprav je celotno slovesnost že načrtoval, se je Henrik III. strinjal z Alfonsovo prošnjo. Edvard je junija prečkal Rokavski preliv in do septembra prispel v Kastiljsko kraljestvo. Alfonz ga je 1. novembra 1254 povišal v viteza, istega dne pa se je Edvard poročil z infanto Eleonoro Kastilsko, sestro Alfonza X. Po poroki sta se Edvard in njegova žena vrnila v Anglijo.
Evard se je skupaj z bratom Edmundom in Ludvikom IX. udeležil osme križarske vojne. Število vitezov, ki so spremljali Edvarda, je bilo majhno; domneva se, da jih je bilo okoli dvesto, drugi pa verjamejo, da jih je bilo do tisoč. Na pohodu so ga spremljali žena, brat in bratranec. Prvotni načrt za vojno je bil zavzeti trdnjavo Acre v Palestini, vendar so Ludvika namesto tega poslali v Tunis. Ko je Edvard dosegel Tunizijo, je Ludvik že umrl zaradi bolezni. Večina francoske vojske se je vrnila v Francijo, majhno število pa jih je ostalo z Edvardom in se z njim borilo v deveti križarski vojni.
Edvard je po očetovi smrti leta 1272 podedoval angleško krono in bil prisiljen opustiti vojno ter se vrniti v Anglijo. Po vrnitvi 19. avgusta 1274, je bil kronan. Vladal je kot "kralj Edvard", ker je bilo iz neznanega razloga odločeno, da kralji, ki so vladali pred normansko osvojitvijo Anglije, ne bodo upoštevani pri dodeljevanju ordinalnih števcev. Šele po njegovi smrti je, kot je bilo običajno za angleške vladarje, postal Edvard I., saj je njegov sin vladal kot Edvard II..
Bil je najuspešnejši angleški vladar dinastije Anžujev-Plantagenet. Uprl se je partikularizmu, težnjam visokega plemstva, omejil moč duhovščine in si prizadeval združiti celotno Veliko Britanijo (otok) in Britansko otočje pod svojo oblastjo. Od leta 1295 je v angleški parlament vabil predstavnike mest, ki jim je priznal pravico do določanja davkov.
Po valižanskem uporu leta 1282 mu je uspelo kneževino Wales 1284 priključiti svoji državi in jo vključiti v angleški upravni sistem z Rhuddlan Statute, okrožja pa so upravljali visoki šerifi in se od 1296 bojeval s Škoti pod vodstvom Williama Wallacea. Svojemu najstarejšemu sinu, ki je po njegovi smrti postal Edvard II., je dal naziv valižanski princ, ki so ga nosili vsi dediči angleškega in kasneje britanskega prestola.
Po smrti Eleonore, s katero je imel petnajst otrok (zgodovinski viri se razlikujejo med štirinajstimi in šestnajstimi otroki), od katerih so štirje preživeli do odraslosti, se je Edvard leta 1299 poročil z Margareto Francosko, hčerko francoskega kralja Filipa III., s katero je imel še tri otroke.